# Dopatrium
Dopatrium es un género con 22 especies de plantas de flores perteneciente a la familia Scrophulariaceae. 

## Especies seleccionadas
- Dopatrium acutifolium
- Dopatrium angolense
- Dopatrium aristatum
- Dopatrium baoulense
- Dopatrium caespitosum
- Dopatrium dawei

- Datos: Q5194846
- Multimedia: Dopatrium / Q5194846
- Especies: Dopatrium